# Provinz Vilcas Huamán
Die Provinz Vilcas Huamán gehört zur Verwaltungsregion Ayacucho in Südwest-Peru. Die Provinz besitzt eine Fläche von 1178 km². Beim Zensus 2017 wurden in der Provinz 16.861 Einwohner gezählt. Im Jahr 2007 betrug die Einwohnerzahl noch 23.600. Verwaltungssitz ist Vilcas Huamán.

## Geographische Lage
Die Provinz Vilcas Huamán liegt im Osten der Region Ayacucho. Sie erstreckt sich über das Andenhochland. Die Provinz hat eine Längsausdehnung in NNW-SSO-Richtung von etwa 60 km sowie eine durchschnittliche Breite von etwa 20 km. Der Río Pampas umfließt die Provinz und bildet deren südwestliche, südöstliche und nordöstliche Grenze. Die Regionshauptstadt Ayacucho (Huamanga) liegt 65 km nordnordwestlich der Provinz.
Die Provinz Vilcas Huamán grenzt im Norden an die Provinz Huamanga, im Osten an die Provinzen Chincheros und Andahuaylas (beide in der Region Apurímac), im Süden an die Provinz Sucre sowie im Westen an die Provinzen Víctor Fajardo und Cangallo.

## Verwaltungsgliederung
Die Provinz Vilcas Huamán besteht aus 8 Distrikten. Der Distrikt Vilcas Huamán ist Sitz der Provinzverwaltung.
| Distrikt      | Verwaltungssitz |
| ------------- | --------------- |
| Accomarca     | Accomarca       |
| Carhuanca     | Carhuanca       |
| Concepción    | Concepción      |
| Huambalpa     | Huambalpa       |
| Independencia | Paccha Huallhua |
| Saurama       | Saurama         |
| Vilcas Huamán | Vilcas Huamán   |
| Vischongo     | Vischongo       |